# ボロス
メンデスのボロス（ラテン文字表記例:Bolus of Mendes、生没年不詳）は、紀元前3世紀に活躍した古代ギリシア（現:エジプト・アレクサンドリア）の哲学者、錬金術師。
自身の著作に同国出身の哲学者デモクリトス名義で作品を著したことから「偽デモクリトス」や「ボロス＝デモクリトス」と呼ばれる。
紀元前200年頃に活躍したとされる初期の錬金術師で、鉄や鉛を金に変えようと専心した研究で名高い。他、新ピュタゴラス主義の作家、医学に関する著書を著した。